# Etna (Kalifornie)
Etna je město v oblasti Scott Valley v Siskiyou County, v Kalifornii. Populace města je 678 od sčítání lidu v roce 2020, což je pokles ze 737 od sčítání lidu v roce 2010.

## Pojmenování
Původní pojmenování Rough and Ready, bylo změněno statutem v roce 1874 na Etna (po hoře Etna na Sicílii).

## Rozloha
Podle United States Census Bureau má město celkovou plochu 2,1 kilometrů čtverečních.

## Monastýr svatého Řehoře Palamského
Monastýr svatého Řehoře Palamského, náležející Řecké pravoslavné starostylní církvi, se nachází ve městě. V areálu monastýru sídlí Centrum tradicionalistických pravoslavných studií (založené v roce 1981) a Metropolitní kyperská teologická knihovna.

## Osobnosti spjaté s historií města
- Anita Loosová, spisovatelka, producentka (je ve městě pohřbena)